# Richard Melillo
Richard Melillo (24 de junio de 1953) es un deportista francés que compitió en judo. Ganó tres medallas en el Campeonato Europeo de Judo entre los años 1983 y 1987.

## Palmarés internacional
| Campeonato Europeo | Campeonato Europeo | Campeonato Europeo | Campeonato Europeo |
| Año                | Lugar              | Medalla            | Categoría          |
| ------------------ | ------------------ | ------------------ | ------------------ |
| 1983               | París (Francia)    | Medalla de oro     | –71 kg             |
| 1985               | Hamar (Noruega)    | Medalla de bronce  | –71 kg             |
| 1987               | París (Francia)    | Medalla de plata   | –71 kg             |